# Eudule albifera
Eudule albifera là một loài bướm đêm trong họ Geometridae.